# Lepthyphantes simiensis
Lepthyphantes simiensis là một loài nhện trong họ Linyphiidae.
Loài này thuộc chi Lepthyphantes. Lepthyphantes simiensis được Robert Bosmans miêu tả năm 1978.